# Infiltrering
Infiltrering är att göra intrång på stängt område, eller att bli medlem i en organisation eller grupp i bedrägligt syfte, ofta för att bedriva spioneri, sabotage eller angiveri. 